# Синхронне плавання на Чемпіонаті Європи з водних видів спорту 2018 — соло, технічна програма
Змагання з синхронного плавання в технічній програмі соло на Чемпіонаті Європи з водних видів спорту 2018 відбулися 6 серпня.

## Результат[1]
| Місце | Плавчиня              | Країна          |         |
| Місце | Плавчиня              | Країна          | Очки    |
| ----- | --------------------- | --------------- | ------- |
| 1     | Світлана Колесніченко | Росія           | 93.4816 |
| 2     | Єлизавета Яхно        | Україна         | 91.3517 |
| 3     | Лінда Черруті         | Італія          | 90.2282 |
| 4     | Євангелія Платаніоті  | Греція          | 87.5937 |
| 5     | Ірен Хімено Мартінез  | Іспанія         | 87.5562 |
| 6     | Васілікі Александрі   | Австрія         | 85.6352 |
| 7     | Василина Хандошка     | Білорусь        | 84.9228 |
| 8     | Кейт Шортман          | Велика Британія | 82.7030 |
| 9     | Лара Мечнінг          | Ліхтенштейн     | 81.1587 |
| 10    | Марлен Боєр           | Німеччина       | 79.9606 |
| 11    | Вівієн Кох            | Швейцарія       | 79.9221 |
| 12    | Марін Єнкінс          | Франція         | 79.5804 |
| 13    | Нада Даабусова        | Словаччина      | 79.1827 |
| 14    | Софі Кісс             | Угорщина        | 76.4918 |
| 15    | Алзбета Дуфкова       | Чехія           | 74.5067 |
| 16    | Свєтлана Щепанська    | Польща          | 72.7499 |
| 17    | Грістіна Дем'янова    | Болгарія        | 72.0210 |